# Akumulátorový vozík

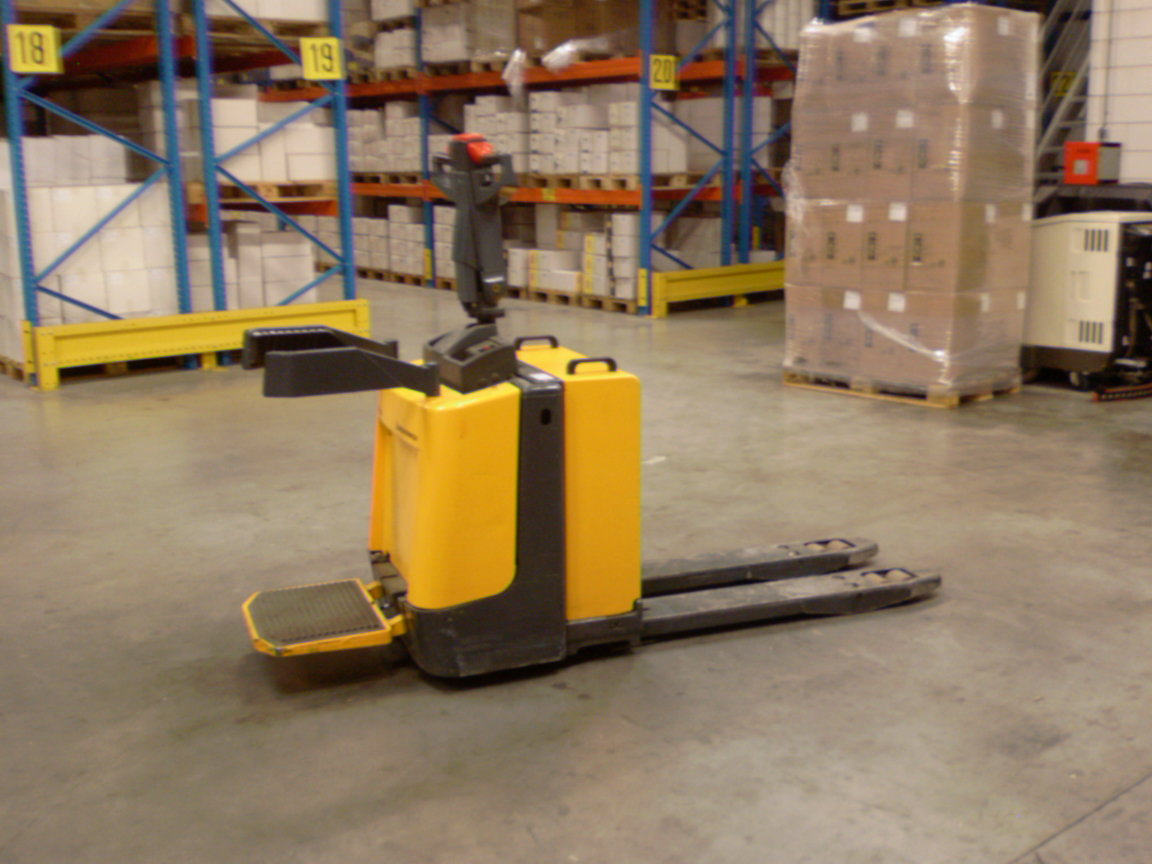
Nízkozdvižný akumulátorový vozík

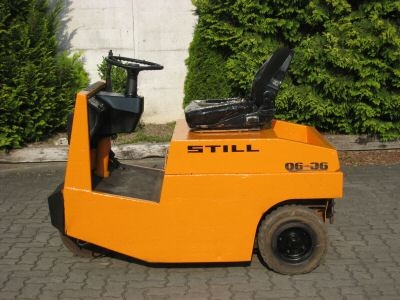
Akumulátorový tahač

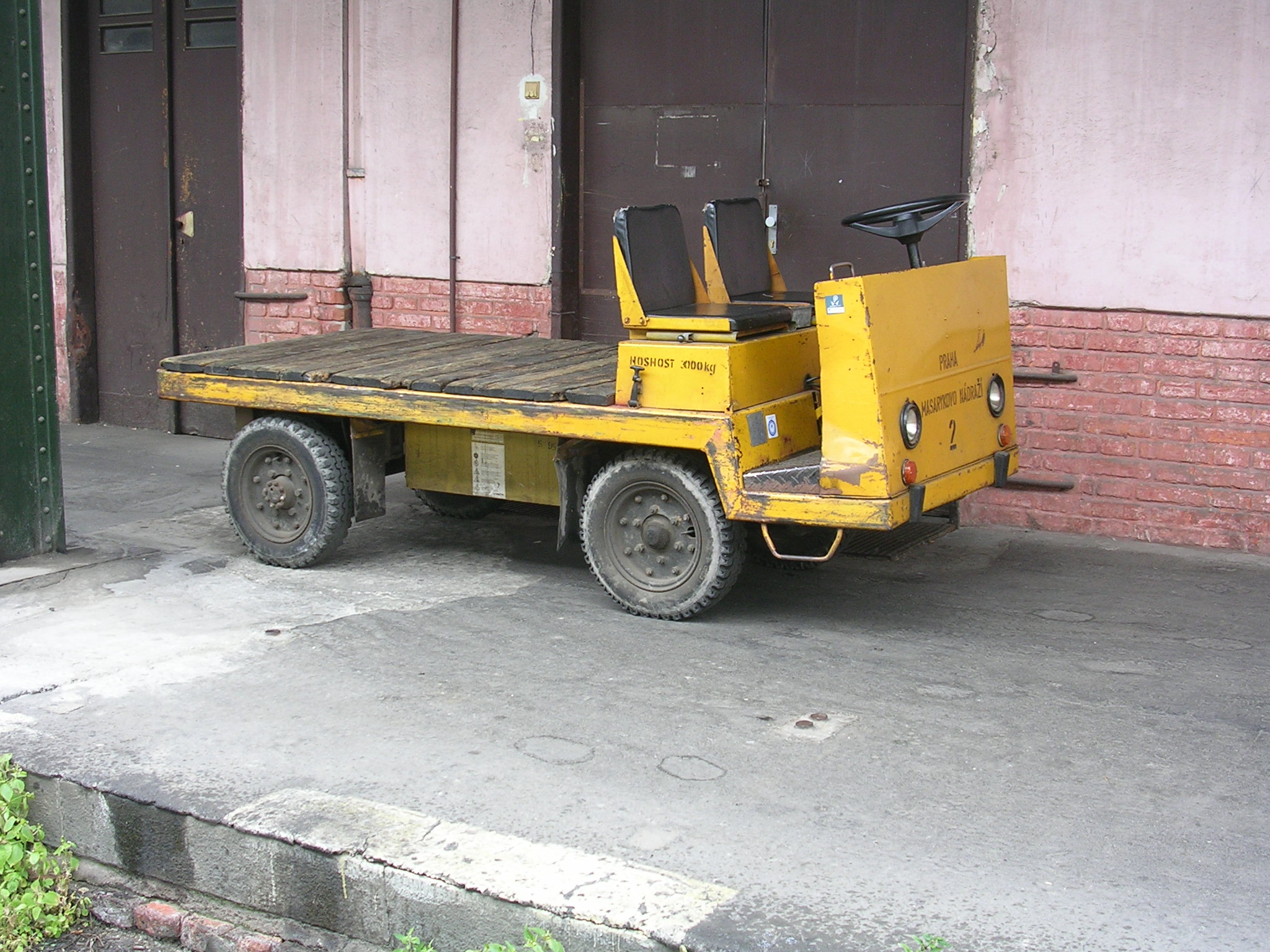
Akumulátorový vozík, tzv. Ještěrka, na nádraží

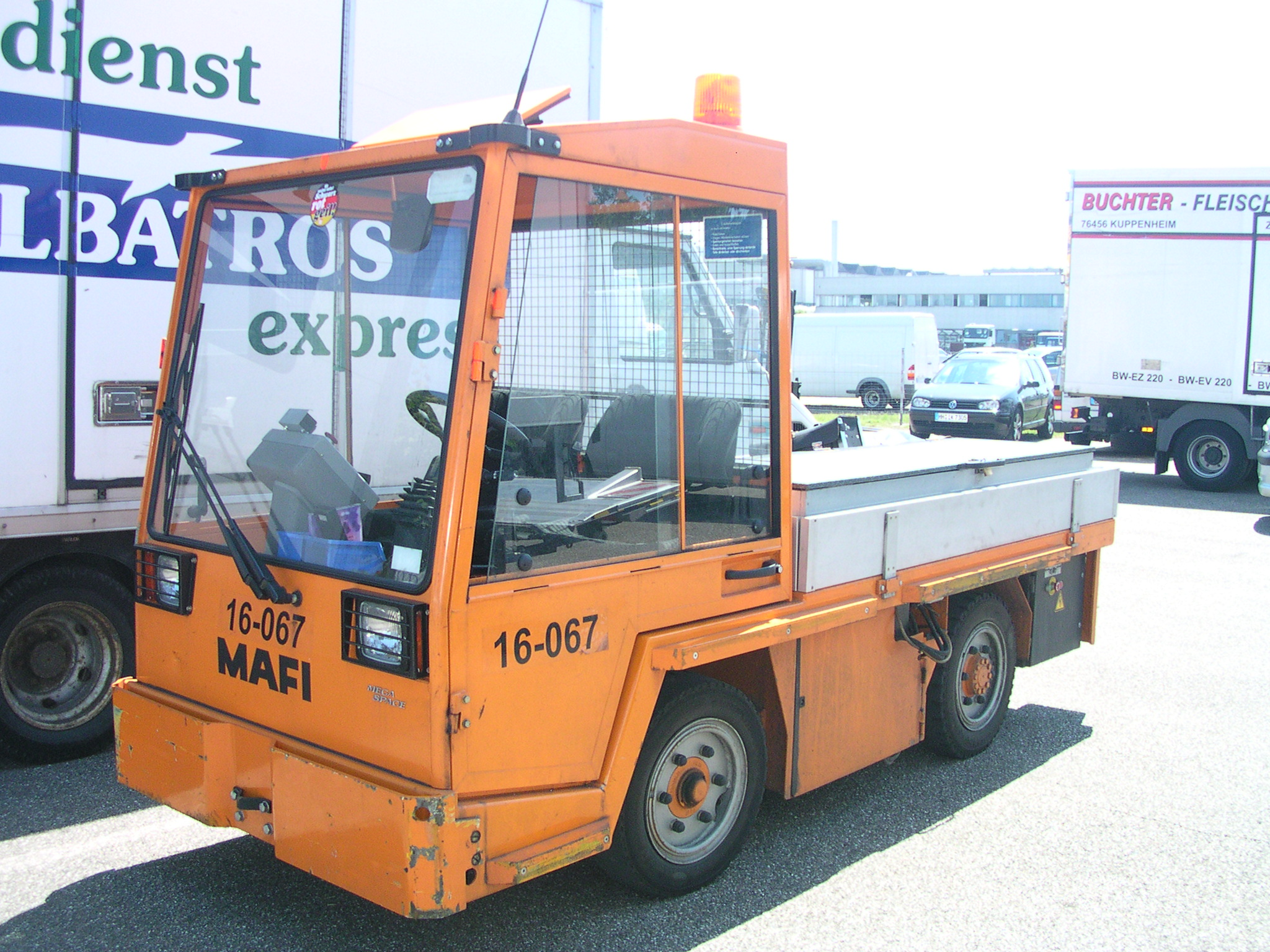
Moderní akumulátorový vozík, valníkové provedení

Akumulátorový vozík, zkráceně aku vozík, jinak také lidově "ještěrka" nebo "elektrokára" je elektromobil zjednodušené konstrukce s pohonem elektromotorem napájeným z akumulátorů.

## Oblasti využití
Aku vozíky se často využívají v průmyslu pro transport nákladů uvnitř továrních budov, na letištích a železničních nádražích. Zde všude se využívá toho, že neprodukují žádné výfukové plyny. Lze je tak provozovat i v uzavřených prostorách, případně v potravinářských výrobnách. Většina aku vozíků se vyznačuje kompaktními rozměry při dostatečné nosnosti až do několika tun. Běžně se používají i verze s koly vybavenými plnými obručemi místo pneumatik. Konstrukčně mají k akumulátorovým vozíkům blízko akumulátorové vysokozdvižné vozíky a komunální elektromobily. V poslední době roste využívání akumulátorových tahačů. Využívají se tam, kde je výhodné vyměňovat naložené přívěsné vozíky. Pro tahače je nejdůležitější charakteristikou tažná síla (až 25 tun) a malé vnější rozměry. Oblíbené jsou tahače v montážních závodech automobilového průmyslu.

## Konstrukční provedení
- Ručně vedené nízkozdvižné akumulátorové vozíky slouží pro přepravu normalizovaných palet na extrémně krátké vzdálenosti. Například při manipulaci s materiálem uvnitř jediné skladové haly nebo výrobní dílny. Obsluha jde pěšky vedle vozíku, ale vlastní pohon obstará akumulátorem napájený elektromotor. Existují i vozíky vybavené stupátkem pro obsluhu.
- Vozíky ovládané stojícím operátorem. Operátor stojí na odpružené plošince na vozíku a pákami ovládá směr i rychlost jízdy. Teprve po zatížení plošinky hmotností operátora se odblokuje ovládání a s vozíkem je možné jezdit. Tyto vozíky existují v provedení jako tahač přívěsů i jako valník.
- Vozíky s řízením automobilového typu. Vozík může mít sedačku pro řidiče a pomocníka, dokonce krytou. Řídí se volantem a pedály.

Starší akumulátorové vozíky byly poháněny stejnosměrným elektromotorem ovládaným pomocí kontroléru. Dnešní typy používají asynchronní motor s měničem. Motor většinou slouží také jako brzda a díky využití měniče je možné část energie získané brzděním rekuperovat. Nabíječ akumulátorů nebývá součástí vozíku. Vozík se musí dobíjet ve stání, kde je dostupný nabíječ. Existují také systémy výměnných akumulátorových bloků, kdy se v nabíjecí stanici vymění vybitý blok akumulátorů za nabitý. Takové vozíky jsou pochopitelně složitější, těžší a dražší. Běžný dojezd až 70 km u většiny vozíků stačí na celodenní ježdění a přes noc není problém akumulátory dobít.

## Akumulátorový vozík a veřejné komunikace
Přestože nejlépe vybavené akumulátorové vozíky mají účinné brzdy, osvětlení i krytou kabinu řidiče, nejsou určeny k provozu na veřejných komunikacích. Vždy se počítá s jejich provozem v uzavřených areálech. Mimo průmyslové areály se s nimi setkáme v prostorách letišť nebo nádraží. Akumulátorové vozíky jsou jedinými dopravními prostředky, které jsou povolené v místech se zákazem automobilového provozu. Konkrétně na některých ostrovech v Severním moři jako je Helgoland a Wangerooge, nebo ve švýcarském horském středisku Zermatt.